# Martin Marinac
Martin Marinac (Gaschurn, 15 luglio 1979) è un allenatore di sci alpino ed ex sciatore alpino austriaco, vincitore della Coppa Europa nel 2002.

## Biografia

### Carriera sciistica
Specialista dello slalom speciale attivo in gare FIS dal dicembre del 1994, in Coppa Europa Marinac esordì il 12 gennaio 1998 ad Altenmarkt-Zauchensee in discesa libera (80º) e ottenne il primo podio il 9 dicembre 2001 a Damüls in slalom gigante (3º); il 20 gennaio 2002 fece il suo esordio in Coppa del Mondo nello slalom speciale di Kitzbühel, classificandosi 10º. In quella stagione 2001-2002 in Coppa Europa ottenne una serie di buoni piazzamenti, tra cui sette podi, che gli permisero vincere il trofeo continentale, aggiudicandosi anche la classifica di slalom gigante.
Il prosieguo della sua partecipazione alla Coppa del Mondo invece portò solo altri due piazzamenti nei primi dieci; il miglior risultato fu il 6º posto ottenuto il 28 gennaio 2003 a Schladming in slalom speciale. Colse l'unica vittoria in Coppa Europa, nonché ultimo podio, il 14 marzo 2005 a Roccaraso in slalom speciale e concluse la sua carriera in Coppa del Mondo all'inizio della stagione 2006-2007, il 18 dicembre in Alta Badia senza qualificarsi per la seconda manche dello slalom speciale in programma. Si ritirò nel febbraio del 2007 e la sua ultima gara fu lo slalom speciale di Coppa Europa disputato a Oberjoch il 17 febbraio, chiuso da Marinac al 15º posto; in carriera non prese parte a rassegne olimpiche o iridate.

### Carriera da allenatore
Dopo il ritiro è divenuto allenatore nei quadri della Federazione sciistica dell'Austria.

## Palmarès

### Coppa del Mondo
- Miglior piazzamento in classifica generale: 56º nel 2003

### Coppa Europa
- Vincitore della Coppa Europa nel 2002
- Vincitore della classifica di slalom gigante nel 2002
- 10 podi:
  - 1 vittoria
  - 4 secondi posti
  - 5 terzi posti

#### Coppa Europa - vittorie
| Data          | Località  | Paese  | Specialità |
| ------------- | --------- | ------ | ---------- |
| 14 marzo 2005 | Roccaraso | Italia | SL         |

Legenda:

SL = slalom speciale

### Campionati austriaci
- 1 medaglia[1]:
  - 1 argento (slalom gigante nel 2001)

### Campionati austriaci juniores
- 4 medaglie[1]:
  - 2 argenti (combinata nel 1996; slalom speciale nel 1999)
  - 2 bronzi (slalom speciale nel 1996; supergigante nel 1997)